# Snowboard nos Jogos Olímpicos de Inverno de 2006 - Halfpipe masculino
A competição de halfpipe de snowboard nos Jogos Olímpicos de Inverno de 2006 foi disputado no dia 12 de fevereiro.

## Medalhistas
| Ouro   | USA Shaun White  |
| Prata  | USA Danny Kass   |
| Bronze | FIN Markku Koski |

## Resultados
| Pos. | Nome                      | Qualificação | Qualificação | Qualificação | Final      | Final      |
| Pos. | Nome                      | 1ª Corrida   | 2ª Corrida   | Pos.         | 1ª Corrida | 2ª Corrida |
| ---- | ------------------------- | ------------ | ------------ | ------------ | ---------- | ---------- |
| 1    | USA Shaun White           | 37.7         | 45.3         | 7            | 46.8       | 26.6       |
| 2    | USA Danny Kass            | 43.8         | —            | 1            | 20.8       | 44.0       |
| 3    | FIN Markku Koski          | 20.2         | 40.6         | 9            | 41.5       | 31.4       |
| 4    | USA Mason Aguirre         | 43.4         | —            | 3            | 40.3       | 37.1       |
| 5    | FIN Antti Autti           | 43.5         | —            | 2            | 28.2       | 39.1       |
| 6    | FRA Gary Zebrowski        | 30.7         | 43.3         | 8            | 38.6       | 29.5       |
| 7    | SUI Markus Keller         | 33.7         | 38.3         | 11           | 29.3       | 38.5       |
| 8    | GER Christophe Schmidt    | 39.4         | —            | 6            | 33.2       | 37.5       |
| 9    | GER Vinzenz Lueps         | 33.9         | 39.5         | 10           | 28.7       | 36.8       |
| 10   | FIN Risto Mattila         | 40.8         | —            | 5            | 31.6       | 35.8       |
| 11   | CAN Crispin Lipscomb      | 19.6         | 37.9         | 12           | 23.4       | 33.5       |
| 12   | USA Andy Finch            | 43.1         | —            | 4            | 9.6        | 24.7       |
|      |                           |              |              |              |            |            |
| 13   | ITA Giacomo Kratter       | 12.8         | 37.0         | 13           |            |            |
| 14   | JPN Takaharu Nakai        | 36.8         | 36.0         | 14           |            |            |
| 15   | GER Jan Michaelis         | 34.5         | 36.3         | 15           |            |            |
| 16   | CAN Brad Martin           | 27.2         | 34.7         | 16           |            |            |
| 17   | FRA Mathieu Crépel        | 37.4         | 34.4         | 17           |            |            |
| 18   | CAN Hugo Lemay            | 26.0         | 34.1         | 18           |            |            |
| 19   | SUI Gian Simmen           | 32.0         | 33.8         | 19           |            |            |
| 20   | FIN Janne Korpi           | 9.2          | 33.5         | 20           |            |            |
| 21   | CAN Justin Lamoureux      | 10.1         | 31.5         | 21           |            |            |
| 22   | JPN Fumiyuki Murakami     | 27.9         | 31.1         | 22           |            |            |
| 23   | JPN Kazuhiro Kokubo       | 26.9         | 31.0         | 23           |            |            |
| 24   | SUI Frederik Kalbermatten | 16.8         | 30.8         | 24           |            |            |
| 25   | NZL Mitchell Brown        | 16.3         | 28.3         | 25           |            |            |
| 26   | GBR Dan Wakeham           | 14.3         | 27.8         | 26           |            |            |
| 27   | SWE Michael Lundmark      | 32.5         | 27.2         | 27           |            |            |
| 28   | ESP Iker Fernandez        | 27.0         | 27.0         | 28           |            |            |
| 29   | POL Michał Ligocki        | 11.3         | 26.9         | 29           |            |            |
| 30   | NOR Halvor Lunn           | 24.2         | 26.4         | 30           |            |            |
| 31   | AUS Mitchell Allan        | 28.8         | 23.7         | 31           |            |            |
| 32   | AUS Andrew Burton         | 15.2         | 21.8         | 32           |            |            |
| 33   | CZE Martin Cernik         | 18.8         | 20.1         | 33           |            |            |
| 34   | GER Xaver Hoffman         | 22.6         | 18.7         | 34           |            |            |
| 35   | JPN Domu Narita           | 31.5         | 14.7         | 35           |            |            |
| 36   | SWE Mikael Sandy          | 19.7         | 14.0         | 36           |            |            |
| 37   | RUS Iouri Podladtchikov   | 1.0          | 13.6         | 37           |            |            |
| 38   | NOR Frederik Austbø       | 29.2         | 13.0         | 38           |            |            |
| 39   | SUI Therry Brunner        | 23.0         | 9.2          | 39           |            |            |
| 40   | SWE Stefan Karlsson       | 11.5         | 8.7          | 40           |            |            |
| 41   | NOR Kim Christiansen      | 31.0         | 5.1          | 41           |            |            |
| 42   | AUS Ben Mates             | 4.9          | 5.0          | 42           |            |            |
| 43   | ITA Manuel Pietropoli     | 12.3         | 4.1          | 43           |            |            |
| 44   | POL Mateusz Ligocki       | 11.6         | 4.0          | 44           |            |            |

Legenda
| Recorde mundial      | Recorde mundial (World record)               |                       | Recorde africano                      | Recorde africano (African) |                                           | Q | Classificado por posição (Qualified) |
| Recorde olímpico     | Recorde olímpico (Olympic record)            | Recorde da América    | Recorde da América (Americas)         | q                          | Classificado por melhor tempo (Qualified) |   |                                      |
| Melhor marca do ano  | Melhor marca do ano (World leading)          | Recorde asiático      | Recorde asiático (Asian)              | DNS                        | Não largou (Did not start)                |   |                                      |
| Recorde nacional     | Recorde nacional (National record)           | Recorde europeu       | Recorde europeu (European)            | DNF                        | Não terminou (Did not finish)             |   |                                      |
| Recorde pessoal      | Recorde pessoal do atleta (Personal best)    | Recorde da Oceania    | Recorde da Oceania (Oceania)          | DSQ / DQ                   | Desclassificado (Disqualified)            |   |                                      |
| Recorde da temporada | Recorde da temporada do atleta (Season best) | Recorde sul-americano | Recorde sul-americano (South America) | NM                         | Sem marca (No mark)                       |   |                                      |